# Bountiful
Bountiful è una city degli Stati Uniti d'America, situata nella Contea di Davis nello Stato dello Utah. Secondo il censimento del 2000 la popolazione è di 41 301 abitanti, mentre al censimento del 2012 erano 42 898. Fa parte della area metropolitana di Ogden - Clearfield. Bountiful è la quindicesima città dello Utah per estensione.

## Geografia fisica
Le coordinate geografiche di Bontiful sono 40°52′47″N 111°52′18″W.
Bountiful occupa un'area totale di 34,9 km², tutti di terra.

## Società

### Evoluzione demografica
Al censimento del 2000, risultarono 41 301 abitanti, di cui 13 341 nuclei familiari e 10 766 famiglie residenti in città. Ci sono 13 891 alloggi con una densità abitativa di 1 183,3/km². La composizione etnica della città è 95,56% bianchi, 0,24% neri o afroamericani, 0,27% nativi americani, 0,32% originari delle isole del Pacifico, 1,15% asiatici, 1,34% di altre razze e 2,91% ispanici e latino-americani. Dei 13 341 nuclei familiari il 38,1% ha figli di età inferiore ai 18 anni che vivono in casa, 69,3% sono coppie sposate che vivono assieme, 8,9% è composto da donne con marito assente, e il 19,3% sono non-famiglie. Il 16,74% di tutti i nuclei familiari è composto da singoli 7,6% da singoli con più 65 anni di età. La dimensione media di un nucleo familiare è di 3,05 mentre la dimensione media di una famiglia è di 3,46. La suddivisione della popolazione per fasce d'età è la seguente: 29,7% sotto i 18 anni, 11,6% dai 18 ai 24, 23.9% dai 25 ai 44, 20,5% dai 45 ai 64, e il 14,3% oltre 65 anni. L'età media è di 32 anni. Per ogni 100 donne ci sono 94,4 maschi. Per ogni 100 donne sopra i 18 anni, ci sono 91,1 maschi. Il reddito medio di un nucleo familiare è di $55 993 mentre per le famiglie è di $62 905. Gli uomini hanno un reddito medio di $45 420 contro $27 354 delle donne. Il reddito pro capite della città è di $23 967. Circa il 3,01% delle famiglie e il 4,05% della popolazione è sotto la soglia della povertà. Sul totale della popolazione il 5,6% dei minori di 18 anni e il 4,2% di chi ha più di 65 anni vive sotto la soglia della povertà.

## Governo

### Educazione
Scuole elementari
- Adelaide Elementary, su davis.k12.ut.us.
- Boulton Elementary, su davis.k12.ut.us.
- Bountiful Elementary, su davis.k12.ut.us.
- Holbrook Elementary, su davis.k12.ut.us.
- Meadowbrook Elementary, su davis.k12.ut.us.
- Muir Elementary, su davis.k12.ut.us.
- Oak Hills Elementary, su davis.k12.ut.us.
- Tolman Elementary, su davis.k12.ut.us.
- Valley View Elementary, su davis.k12.ut.us.
- Washington Elementary, su davis.k12.ut.us. URL consultato il 17 maggio 2014 (archiviato dall'url originale il 16 giugno 2014).

Scuole medie
- Bountiful Junior High School, su davis.k12.ut.us.
- Millcreek Junior High School, su davis.k12.ut.us.
- Mueller Park Junior High School, su davis.k12.ut.us.
- South Davis Junior High School, su davis.k12.ut.us.

Licei
- Bountiful High School
- Viewmont High School
- Woods Cross High School

## Siti di interesse
- Tempio di Bountiful, della Chiesa di Gesù Cristo dei santi degli ultimi giorni
- Il tabernacolo del Tempio di Bountiful
- Muller Park[2]